# Ежедневная газета (Монголия)
Ежедневная газета (монг. Өдрийн сонин) — ежедневная общественно-политическая газета Монголии. Публикуется в Улан-Баторе.
Крупнейшее и наиболее влиятельное издание страны. Занимает первое место по числу подписчиков среди семи ежедневных газет Монголии.

## История
Газета была основана 10 марта 1999 года под названием «Ежедневная газета», за время существования несколько раз меняла название.
Выходит 6 раз в неделю, объемом 8-16 страниц, формата А2, 40% от общего объема материала составляет реклама. Одна из немногих качественных газет, размещающих новостные материалы на регулярных тематических страницах, таких как «Политика», «Факты и события», «Мировые новости», «Об этом», ставит своей целью информирование общественности, предоставляя быструю, точную и краткую информацию.
«Ежедневная газета» в настоящее время имеет в штате более 80 человек.